# Liste der Baudenkmäler in Mettmann
Die Liste der Baudenkmäler in Mettmann enthält die denkmalgeschützten Bauwerke auf dem Gebiet der Stadt Mettmann im Kreis Mettmann in Nordrhein-Westfalen (Stand: April 2021). Diese Baudenkmäler sind in der Denkmalliste der Stadt Mettmann eingetragen; Grundlage für die Aufnahme ist das Denkmalschutzgesetz Nordrhein-Westfalen (DSchG NRW).

## Baudenkmäler
In der Stadt Mettmann gibt es 131 Baudenkmäler (Listennummern zwischen 1 und 137), davon 8 im Stadtteil Metzkausen. Sechs Baudenkmäler (Nr. 19, 26, 41, 96, 105 und 106) mussten aus der Denkmalliste gestrichen werden.
Die Liste umfasst –  falls vorhanden – eine Fotografie des Denkmals, den Objektnamen bzw. kursiv den Gebäudetyp, die Adresse, das Datum der Eintragung in die Denkmalliste sowie die Listennummer der unteren Denkmalbehörde. Hinzu kommen kurze Beschreibungen und Angaben zur Bauzeit.
| Bild                                                                               | Bezeichnung                                                                        | Lage                                                                             | Beschreibung | Bauzeit                    | Eingetragen seit                                | Denkmal- nummer |
| ---------------------------------------------------------------------------------- | ---------------------------------------------------------------------------------- | -------------------------------------------------------------------------------- | --- | -------------------------- | ----------------------------------------------- | --------------- |
| weitere Bilder                                                                     | Wohn- und Geschäftshaus                                                            | Metzkausen An der Post 2 Karte                                                   | |                            | 17. November 1988                               | 100             |
| weitere Bilder                                                                     | Stellwerk                                                                          | Mettmann An der Regiobahn 15 Karte                                               | |                            | 19. April 2016                                  | 133             |
| weitere Bilder                                                                     | landwirtschaftliches Wohnhaus                                                      | Mettmann Außenbürgerschaft 4 Karte                                               | „Ober Oetzbach“ |                            | 2. Juli 1986                                    | 2               |
| weitere Bilder                                                                     | Wohnhaus                                                                           | Mettmann Bahnstraße 22 Karte                                                     | |                            | 17. Oktober 1985                                | 3               |
| weitere Bilder                                                                     | Wohnhaus und Lager/Leerstand                                                       | Mettmann Bahnstraße 34 Karte                                                     | |                            | 4. März 2005                                    | 124             |
| weitere Bilder                                                                     | Wohnhaus                                                                           | Mettmann Bahnstraße 54 Karte                                                     | |                            | 17. Oktober 1985                                | 4               |
| weitere Bilder                                                                     | Wohnhaus                                                                           | Mettmann Bahnstraße 56 Karte                                                     | |                            | 10. April 1990                                  | 101             |
| weitere Bilder                                                                     | Wohn- und Geschäftshaus (Bahnhof Mettmann Stadtwald)                               | Mettmann Bahnstraße 58 Karte                                                     | |                            | 27. November 1990                               | 104             |
| Wohnhaus                                                                           | Wohnhaus                                                                           | Mettmann Beckershoffstraße 2 Karte                                               | |                            | 17. Oktober 1985                                | 5               |
| Wohnhaus                                                                           | Wohnhaus                                                                           | Mettmann Beckershoffstraße 4 Karte                                               | |                            | 17. Oktober 1985                                | 6               |
| Wohnhaus                                                                           | Wohnhaus                                                                           | Mettmann Beckershoffstraße 6 Karte                                               | |                            | 17. Oktober 1985                                | 7               |
| weitere Bilder                                                                     | Wohnhaus                                                                           | Mettmann Beckershoffstraße 15 Karte                                              | |                            | 22. August 2002                                 | 123             |
| weitere Bilder                                                                     | Praxis/Wohnhaus                                                                    | Mettmann Beckershoffstraße 17 Karte                                              | |                            | 17. Oktober 1985                                | 8               |
| Gewerbebetrieb                                                                     | Gewerbebetrieb                                                                     | Mettmann Beckershoffstraße 19a Karte                                             | |                            | 17. Oktober 1985                                | 9               |
| weitere Bilder                                                                     | Gebäude „Gesellschaftsverein“                                                      | Mettmann Beckershoffstraße 20                                                    | |                            | 10. Dezember 2013                               | 128             |
| weitere Bilder                                                                     | ehemalige Fabrikantenvilla, jetzt Wohnhaus                                         | Mettmann Beckershoffstraße 21 Karte                                              | |                            | 17. Oktober 1985                                | 10              |
| weitere Bilder                                                                     | landwirtschaftliches Wohnhaus                                                      | Mettmann Benninghofer Weg 41 Karte                                               | „Hornsches“ |                            | 20. Januar 1986                                 | 25              |
| weitere Bilder                                                                     | Pflegeanstalt                                                                      | Mettmann Benninghofer Weg 82 Karte                                               | bis 2018 Pflegeheim der Hephata-Stiftung nach Verkauf wegen Dissenz über die Denkmalschutzauflagen leerstehend                                                       | 1914                       | 20. Januar 1986                                 | 24              |
| weitere Bilder                                                                     | landwirtschaftliches Wohnhaus                                                      | Metzkausen Benthausen 2 Karte                                                    | „Hof Benthausen“ |                            | 1. Oktober 1984                                 | 11              |
| weitere Bilder                                                                     | Wohn- und Geschäftshaus                                                            | Mettmann Bismarckstraße 3/5 Karte                                                | |                            | 21. Oktober 1988                                | 99              |
| weitere Bilder                                                                     | Fabrik                                                                             | Mettmann Breite Straße 8a Karte                                                  | |                            | 7. Dezember 2006                                | 126             |
| weitere Bilder                                                                     | landwirtschaftliches Wohnhaus                                                      | Metzkausen Bülthausen 22 Karte                                                   | „Groß-Bülthausen“ |                            | 20. Januar 1986                                 | 12              |
| weitere Bilder                                                                     | landwirtschaftliches Wohnhaus mit Nebengebäuden                                    | Mettmann Champagne 2/4 Karte                                                     | |                            | 17. Oktober 1985 Fortschreibung 22. August 2001 | 1               |
| weitere Bilder                                                                     | landwirtschaftliches Fachwerkhaus                                                  | Mettmann Diepensiepen 1 Karte                                                    | „Hof Dunes“ (zum Nebengebäude vgl. Denkmal Nr. 107) |                            | 20. Januar 1986                                 | 13              |
| weitere Bilder                                                                     | Nebengebäude                                                                       | Mettmann Diepensiepen 1 (Scheunen) Karte                                         | „Hof Dunes“ (zum Hauptgebäude vgl. Denkmal Nr. 13) |                            | 20. Oktober 1997                                | 107             |
| weitere Bilder                                                                     | Wohnhaus (Winkelsmühle)                                                            | Mettmann Diepensiepen 2 Karte                                                    | Wassermühle an der Düssel |                            | 20. Januar 1986                                 | 14              |
| Wohnhaus                                                                           | Wohnhaus                                                                           | Mettmann Diepensiepen 4 Karte                                                    | „Steg“ |                            | 20. Januar 1986                                 | 15              |
| weitere Bilder                                                                     | Wohn- und Geschäftshaus (Koburg)                                                   | Mettmann Diepensiepen 10b Karte                                                  | burgähnliches Gebäude, das für den Industriellen Wilhelm Kocherscheidt errichtet wurde, „Villa Kocherscheidt“                                                        | 1921                       | 25. Juli 1990                                   | 103             |
| weitere Bilder                                                                     | landwirtschaftliches Wohnhaus                                                      | Mettmann Diepensiepen 15 Karte                                                   | „Hof Butzberg“ |                            | 20. Januar 1986                                 | 16              |
| weitere Bilder                                                                     | landwirtschaftliches Wohnhaus                                                      | Mettmann Diepensiepen 35 Karte                                                   | „Winkelsen“ Gebäude von öffentlichem Grund aus kaum einsehbar! |                            | 20. Januar 1986                                 | 17              |
| Wohnhaus                                                                           | Wohnhaus                                                                           | Mettmann Diepensiepen 48 Karte                                                   | „Steinöckel“ |                            | 20. Januar 1986                                 | 18              |
| landwirtschaftliches Wohnhaus                                                      | landwirtschaftliches Wohnhaus                                                      | Mettmann Diepensiepen 66 Karte                                                   | „Gut Groß-Korres“ |                            | 20. Januar 1986                                 | 20              |
| landwirtschaftliches Wohnhaus                                                      | landwirtschaftliches Wohnhaus                                                      | Mettmann Diepensiepen 68 Karte                                                   | „Groß-Schnutenhaus“ |                            | 20. Januar 1986                                 | 21              |
| weitere Bilder                                                                     | landwirtschaftliches Wohnhaus                                                      | Mettmann Diepensiepen 69 Karte                                                   | „Groß-Schnutenhaus“ |                            | 20. Januar 1986                                 | 22              |
| weitere Bilder                                                                     | landwirtschaftliches Wohnhaus                                                      | Mettmann Diepensiepen 73 Karte                                                   | „Hof Obenbutzes“ |                            | 20. Januar 1986                                 | 23              |
| weitere Bilder                                                                     | Wohnhaus                                                                           | Mettmann Dorfanger 2 Karte                                                       | |                            | 11. November 1997                               | 109             |
| weitere Bilder                                                                     | Wohnhaus                                                                           | Mettmann Dorfanger 4 Karte                                                       | |                            | 11. November 1997                               | 110             |
| weitere Bilder                                                                     | Wohnhaus                                                                           | Mettmann Dorfanger 6 Karte                                                       | |                            | 11. November 1997                               | 111             |
| Wohnhaus                                                                           | Wohnhaus                                                                           | Metzkausen Dorper Weg 18a Karte                                                  | |                            | 11. September 1986                              | 98              |
| weitere Bilder                                                                     | Wohnhaus                                                                           | Mettmann Düsseldorfer Straße 3 Karte                                             | |                            | 17. Oktober 1985                                | 27              |
| weitere Bilder                                                                     | Wohnhaus                                                                           | Mettmann Düsseldorfer Straße 5 Karte                                             | |                            | 17. Oktober 1985                                | 28              |
| Wohnhaus                                                                           | Wohnhaus                                                                           | Mettmann Düsseldorfer Straße 7 Karte                                             | |                            | 17. Oktober 1985                                | 29              |
| weitere Bilder                                                                     | Wohn- und Geschäftshaus                                                            | Mettmann Düsseldorfer Straße 9 Karte                                             | | 1811                       | 17. Oktober 1985                                | 30              |
| weitere Bilder                                                                     | Wohnhaus                                                                           | Mettmann Düsseldorfer Straße 10 Karte                                            | | 1855                       | 17. Oktober 1985                                | 31              |
| weitere Bilder                                                                     | Wohnhaus                                                                           | Mettmann Düsseldorfer Straße 12 Karte                                            | |                            | 17. Oktober 1985                                | 32              |
| weitere Bilder                                                                     | Wohnhaus                                                                           | Mettmann Düsseldorfer Straße 14 Karte                                            | |                            | 17. Oktober 1985                                | 33              |
| weitere Bilder                                                                     | Wohnhaus                                                                           | Mettmann Elberfelder Straße 2 Karte                                              | |                            | 17. Oktober 1985                                | 34              |
| weitere Bilder                                                                     | Villa „Lefringhausen“                                                              | Mettmann Elberfelder Straße 32 Karte                                             | |                            | 21. November 2019                               | 137             |
| weitere Bilder                                                                     | Fabrikgebäude                                                                      | Mettmann Elberfelder Straße 81 Karte                                             | |                            | 17. Oktober 1985                                | 35              |
| weitere Bilder                                                                     | Rest Stadtmauer                                                                    | Mettmann Freiheitstraße 7 Karte                                                  | Teil der Hinterhofwand, Zugang über Durchfahrt in Am Königshof 43 |                            | 15. August 1984                                 | 43              |
| weitere Bilder                                                                     | Kirche (Evangelische Kirche Mettmann)                                              | Mettmann Freiheitstraße 19 Karte                                                 | |                            | 15. August 1984                                 | 36              |
| weitere Bilder                                                                     | Wohn- und Geschäftshaus                                                            | Mettmann Freiheitstraße 24 Karte                                                 | |                            | 31. Dezember 1999                               | 112             |
| weitere Bilder                                                                     | Wohnhaus                                                                           | Mettmann Freiheitstraße 24a Karte                                                | |                            | 15. August 1984                                 | 37              |
| weitere Bilder                                                                     | Wohn- und Geschäftshaus                                                            | Mettmann Freiheitstraße 26 Karte                                                 | |                            | 4. Januar 2000                                  | 113             |
| Amtsgericht (Amtsgericht Mettmann)                                                 | Amtsgericht (Amtsgericht Mettmann)                                                 | Mettmann Gartenstraße 5 Karte                                                    | Altbau des Amtsgerichts, heute Dienstgebäude 2 | 1900                       | 12. Dezember 1984                               | 38              |
| weitere Bilder                                                                     | Friedhof                                                                           | Mettmann Goethestraße                                                            | |                            | 14. Januar 2014                                 | 132             |
| weitere Bilder                                                                     | Wohn- und Geschäftshaus                                                            | Mettmann Goethestraße 4 Karte                                                    | |                            | 8. September 1999                               | 115             |
| weitere Bilder                                                                     | Geschäftshaus                                                                      | Mettmann Goethestraße 13 Karte                                                   | |                            | 17. Oktober 1985                                | 39              |
| weitere Bilder                                                                     | Mühle/Wohnhaus (Goldberger Mühle)                                                  | Mettmann Goldberger Straße 1 Karte                                               | Mühlengebäude mit verschiefertem Mansardenwalmdach am Goldberger Teich                                                                                               |                            | 17. Oktober 1985                                | 40              |
| weitere Bilder                                                                     | Stadthalle                                                                         | Mettmann Gottfried-Wetzel-Straße 7 Karte                                         | |                            |                                                 | 136             |
| weitere Bilder                                                                     | Grundschule „Am Neandertal“                                                        | Mettmann Gruitener Straße 14 Karte                                               | |                            | 2. November 2015                                | 130             |
| weitere Bilder                                                                     | Kriegerdenkmal „Wilhelmshöhe“                                                      | Metzkausen Hasseler Straße/Parkstraße Karte                                      | | ab 1872                    | 25. Juni 2003                                   | 122             |
| weitere Bilder                                                                     | Wohnhaus                                                                           | Mettmann Johannes-Flintrop-Straße 39 Karte                                       | |                            | 8. März 1999                                    | 114             |
| weitere Bilder                                                                     | Fabrikfassade                                                                      | Mettmann Johannes-Flintrop-Straße 67 Karte                                       | |                            | 29. August 2005                                 | 125             |
| weitere Bilder                                                                     | Villa „Johannes Kircher“                                                           | Mettmann Johannes-Flintrop-Straße 72 Karte                                       | |                            | 12. Oktober 2011                                | 135             |
| weitere Bilder                                                                     | Wohn- und Geschäftshaus                                                            | Mettmann Kleine Mühlenstraße 6, 6a Karte                                         | |                            | 15. August 1984                                 | 42              |
| weitere Bilder                                                                     | Wohnhaus                                                                           | Mettmann Kreuzstraße 18 Karte                                                    | |                            | 15. August 1984                                 | 44              |
| weitere Bilder                                                                     | Wohnhaus                                                                           | Mettmann Kreuzstraße 20 Karte                                                    | |                            | 15. August 1984                                 | 45              |
| Brückenpfeiler am westlichen und östlichen Ufer der Düssel, Brückenrampe, Kalkofen | Brückenpfeiler am westlichen und östlichen Ufer der Düssel, Brückenrampe, Kalkofen | Mettmann und Stadtgebiet Erkrath Laubach / Erkrath, Neandertal 30 Karte          | |                            | 17. November 2009                               | 127             |
| landwirtschaftliches Wohnhaus (Haus Laubach)                                       | landwirtschaftliches Wohnhaus (Haus Laubach)                                       | Mettmann Laubach 15 Karte                                                        | |                            | 13. Juli 1989                                   | 46              |
| weitere Bilder                                                                     | landwirtschaftliches Wohnhaus                                                      | Mettmann Laubach 26 Karte                                                        | „Gut Burwinkel“ |                            | 20. Januar 1986                                 | 47              |
| weitere Bilder                                                                     | landwirtschaftliches Wohnhaus                                                      | Mettmann Laubach 29 Karte                                                        | |                            | 20. Januar 1986                                 | 48              |
| weitere Bilder                                                                     | Wohnhaus                                                                           | Mettmann Lutterbecker Straße 13 Karte                                            | |                            | 17. Oktober 1985                                | 51              |
| weitere Bilder                                                                     | Wohnhaus                                                                           | Mettmann Lutterbecker Straße 15 Karte                                            | |                            | 17. Oktober 1985                                | 52              |
| weitere Bilder                                                                     | Wohnhaus                                                                           | Mettmann Lutterbecker Straße 19 Karte                                            | |                            | 17. Oktober 1985                                | 53              |
| weitere Bilder                                                                     | Wohnhaus                                                                           | Mettmann Lutterbecker Straße 20 Karte                                            | |                            | 17. Oktober 1985                                | 54              |
| weitere Bilder                                                                     | Wohn- und Geschäftshaus                                                            | Mettmann Markt 1 Karte                                                           | |                            | 15. August 1984                                 | 55              |
| weitere Bilder                                                                     | Wohn- und Geschäftshaus                                                            | Mettmann Markt 2 Karte                                                           | |                            | 15. August 1984                                 | 56              |
| weitere Bilder                                                                     | Wohn- und Geschäftshaus                                                            | Mettmann Markt 3 (identisch mit Baudenkmal Mühlenstraße 31 / Tannisberg 1) Karte | |                            | 15. August 1984                                 | 57              |
| weitere Bilder                                                                     | Wohn- und Geschäftshaus                                                            | Mettmann Markt 4 (identisch mit Baudenkmal Mühlenstraße 29) Karte                | |                            | 15. August 1984                                 | 58              |
| weitere Bilder                                                                     | Wohn- und Geschäftshaus                                                            | Mettmann Markt 5 (identisch mit Baudenkmal Mühlenstraße 27) Karte                | |                            | 15. August 1984                                 | 59              |
| weitere Bilder                                                                     | Wohn- und Geschäftshaus                                                            | Mettmann Markt 6 (identisch mit Baudenkmal Mühlenstraße 25) Karte                | |                            | 15. August 1984                                 | 60              |
| weitere Bilder                                                                     | Wohn- und Geschäftshaus                                                            | Mettmann Markt 9 (identisch mit Baudenkmal Mühlenstraße 19) Karte                | |                            | 15. August 1984                                 | 61              |
| weitere Bilder                                                                     | Wohn- und Geschäftshaus                                                            | Mettmann Markt 16 Karte                                                          | |                            | 15. August 1984                                 | 62              |
| weitere Bilder                                                                     | Wohn- und Geschäftshaus                                                            | Mettmann Markt 17 Karte                                                          | |                            | 15. August 1984                                 | 63              |
| weitere Bilder                                                                     | Wohn- und Geschäftshaus                                                            | Mettmann Markt 18 Karte                                                          | |                            | 15. August 1984                                 | 64              |
| weitere Bilder                                                                     | Wohn- und Geschäftshaus                                                            | Mettmann Markt 19 Karte                                                          | Gaststätte „Zum Türmchen“ |                            | 15. August 1984                                 | 65              |
| weitere Bilder                                                                     | Wohn- und Geschäftshaus                                                            | Mettmann Markt 20 Karte                                                          | |                            | 15. August 1984                                 | 66              |
| weitere Bilder                                                                     | Wohn- und Geschäftshaus                                                            | Mettmann Markt 22 Karte                                                          | |                            | 15. August 1984                                 | 67              |
| weitere Bilder                                                                     | Wohn- und Geschäftshaus                                                            | Mettmann Markt 23 Karte                                                          | |                            | 15. August 1984                                 | 68              |
| weitere Bilder                                                                     | Wohn- und Geschäftshaus                                                            | Mettmann Markt 24 Karte                                                          | |                            | 15. August 1984                                 | 69              |
| weitere Bilder                                                                     | Kirche (St. Lambertus)                                                             | Mettmann Markt 27 Karte                                                          | |                            | 15. August 1984                                 | 70              |
| Wohn- und Geschäftshaus                                                            | Wohn- und Geschäftshaus                                                            | Mettmann Mittelstraße 4 Karte                                                    | |                            | 15. August 1984                                 | 71              |
| weitere Bilder                                                                     | Wohn- und Geschäftshaus                                                            | Mettmann Mittelstraße 5 Karte                                                    | |                            | 15. August 1984                                 | 72              |
| weitere Bilder                                                                     | Wohn- und Geschäftshaus                                                            | Mettmann Mittelstraße 6 Karte                                                    | |                            | 15. August 1984                                 | 73              |
| weitere Bilder                                                                     | Wohn- und Geschäftshaus                                                            | Mettmann Mittelstraße 8 Karte                                                    | |                            | 15. August 1984                                 | 74              |
| weitere Bilder                                                                     | Stadtgeschichtshaus                                                                | Mettmann Mittelstraße 10 Karte                                                   | genannt „Metzmachers Haus“, erstmals 1584 erwähnt, diente u. a. als Haus des Landschreibers, als Bürgermeisterhaus, als Amtshaus der Mairie und des Kantons Mettmann | vermutlich 16. Jahrhundert | 15. August 1984                                 | 75              |
| weitere Bilder                                                                     | Wohn- und Geschäftshaus                                                            | Mettmann Mittelstraße 17 Karte                                                   | Wohnhaus von Wilhelm Beckershoff | 1850                       | 15. August 1984                                 | 76              |
| weitere Bilder                                                                     | Wohn- und Geschäftshaus                                                            | Mettmann Mittelstraße 18 Karte                                                   | |                            | 15. August 1984                                 | 77              |
| weitere Bilder                                                                     | Wohn- und Geschäftshaus                                                            | Mettmann Mittelstraße 20 Karte                                                   | |                            | 15. August 1984                                 | 78              |
| weitere Bilder                                                                     | Wohn- und Geschäftshaus                                                            | Mettmann Mühlenstraße 11 Karte                                                   | |                            | 15. August 1984                                 | 79              |
| weitere Bilder                                                                     | Wohn- und Geschäftshaus                                                            | Mettmann Mühlenstraße 13 Karte                                                   | |                            | 15. August 1984                                 | 80              |
| weitere Bilder                                                                     | Wohn- und Geschäftshaus                                                            | Mettmann Mühlenstraße 19 (identisch mit Baudenkmal Markt 9) Karte                | |                            | 15. August 1984                                 | 61              |
| weitere Bilder                                                                     | Wohn- und Geschäftshaus                                                            | Mettmann Mühlenstraße 25 (identisch mit Baudenkmal Markt 6) Karte                | |                            | 15. August 1984                                 | 60              |
| weitere Bilder                                                                     | Wohn- und Geschäftshaus                                                            | Mettmann Mühlenstraße 27 (identisch mit Baudenkmal Markt 5) Karte                | |                            | 15. August 1984                                 | 59              |
| weitere Bilder                                                                     | Wohn- und Geschäftshaus                                                            | Mettmann Mühlenstraße 29 (identisch mit Baudenkmal Markt 4) Karte                | |                            | 15. August 1984                                 | 58              |
| Wohn- und Geschäftshaus                                                            | Wohn- und Geschäftshaus                                                            | Mettmann Mühlenstraße 31 (identisch mit Baudenkmal Markt 3 / Tannisberg 1) Karte | |                            | 15. August 1984                                 | 57              |
| weitere Bilder                                                                     | Wohn- und Geschäftshaus                                                            | Mettmann Mühlenstraße 33 Karte                                                   | |                            | 15. August 1984                                 | 81              |
| weitere Bilder                                                                     | Bahnhofsgebäude (Bahnhof Neanderthal)                                              | Mettmann Museumsweg 3 (bis 2009: Eidamshauser Straße) Karte                      | | 1879                       | 28. Juni 1990                                   | 102             |
| ehemaliges Kreiswehrersatzamt                                                      | ehemaliges Kreiswehrersatzamt                                                      | Mettmann Neanderstraße 104 Karte                                                 | |                            | 14. März 2002                                   | 120             |
| weitere Bilder                                                                     | landwirtschaftliche Wohn- und Nebengebäude                                         | Mettmann Niederschwarzbach 24 Karte                                              | „Hof Lüttges“ |                            | 8. September 1999                               | 117             |
| weitere Bilder                                                                     | landwirtschaftliche Wohn- und Nebengebäude                                         | Metzkausen Nösenberg 2 Karte                                                     | „Hof Nösenberg“ |                            | 18. November 1997                               | 108             |
| weitere Bilder                                                                     | Wohn- und Geschäftshaus                                                            | Mettmann Oberstraße 6 Karte                                                      | „Groß Montanushaus“, ältestes erhaltenes Profanhaus der Altstadt | 1540                       | 15. August 1984                                 | 82              |
| Rest Stadtmauer                                                                    | Rest Stadtmauer                                                                    | Mettmann Oberstraße 7 Karte                                                      | rechts neben dem zurückgesetzt stehenden Haus |                            | 15. August 1984                                 | 83              |
| weitere Bilder                                                                     | Wohn- und Geschäftshaus                                                            | Mettmann Oberstraße 14 Karte                                                     | |                            | 15. August 1984                                 | 84              |
| weitere Bilder                                                                     | Wohn- und Geschäftshaus                                                            | Mettmann Oberstraße 16 Karte                                                     | |                            | 15. August 1984                                 | 85              |
| weitere Bilder                                                                     | Wohn- und Geschäftshaus                                                            | Mettmann Oberstraße 18 Karte                                                     | |                            | 15. August 1984                                 | 86              |
| weitere Bilder                                                                     | landwirtschaftliche Wohn- und Nebengebäude                                         | Mettmann Obmettmann 3 Karte                                                      | „Gut Heresbach“, Geburtsort von Konrad Heresbach, erbaut im 15. Jh oder früher                                                                                       |                            | 18. April 1986                                  | 87              |
| weitere Bilder                                                                     | Wohnhaus plus Schmiede                                                             | Mettmann Obmettmann 4 Karte                                                      | |                            | 20. Januar 1986                                 | 88              |
| landwirtschaftliches Wohnhaus                                                      | landwirtschaftliches Wohnhaus                                                      | Mettmann Obmettmann 8 Karte                                                      | „Hommelssiepen“ |                            | 20. Januar 1986                                 | 89              |
| weitere Bilder                                                                     | landwirtschaftliches Wohnhaus                                                      | Mettmann Obmettmann 9 Karte                                                      | „Hof Böck“ |                            | 20. Januar 1986                                 | 90              |
| weitere Bilder                                                                     | landwirtschaftliches Wohnhaus                                                      | Mettmann Obmettmann 17 Karte                                                     | „Hof Estringhaus“ |                            | 20. Januar 1986                                 | 91              |
| weitere Bilder                                                                     | Wasserhochbehälter Eistringhaus                                                    | Mettmann Obmettmann 18 (hinter „Hof Estringhaus“)                                | |                            | 12. Oktober 2016                                | 134             |
| weitere Bilder                                                                     | landwirtschaftliches Wohnhaus                                                      | Mettmann Obmettmann 27 Karte                                                     | |                            | 20. Januar 1986                                 | 92              |
| weitere Bilder                                                                     | landwirtschaftliches Wohnhaus                                                      | Mettmann Obmettmann 57 Karte                                                     | „Brückenhaus“ |                            | 20. Januar 1986                                 | 93              |
| weitere Bilder                                                                     | landwirtschaftliche Wohn- und Nebengebäude                                         | Mettmann Obmettmann 78 Karte                                                     | „Hugenhaus“ |                            | 20. Januar 1986                                 | 94              |
| BW                                                                                 | landwirtschaftliche Wohn- und Nebengebäude                                         | Mettmann Obschwarzbach 35 Karte                                                  | früher genannt „Hof Broch/Bruch“, heute Reitanlage Löckenhoff Gebäude von öffentlichem Grund aus nicht einsehbar!                                                    |                            | 20. Januar 1986 Fortschreibung 14. Januar 1987  | 95              |
| weitere Bilder                                                                     | Hofanlage „Hoppenhaus“                                                             | Mettmann Obschwarzbach 52 Karte                                                  | |                            | 10. März 2016                                   | 131             |
| weitere Bilder                                                                     | landwirtschaftliche Wohn- und Nebengebäude                                         | Metzkausen Ratinger Straße 19 und 21, Lindenbecker Weg Karte                     | in drei Wohnadressen aufgeteilte ehem. Hofanlage in einer Weggabelung                                                                                                |                            | 23. Juli 2001                                   | 119             |
| weitere Bilder                                                                     | Hofanlage „Herrenhaus“                                                             | Mettmann Südring 75 Karte                                                        | |                            | 5. Februar 2014                                 | 129             |
| BW                                                                                 | landwirtschaftliches Wohnhaus                                                      | Mettmann Südring 90 Karte                                                        | „Nobbenhof“ Gebäude von öffentlichem Grund aus nicht einsehbar! |                            | 20. Januar 1986                                 | 49              |
| weitere Bilder                                                                     | landwirtschaftliches Wohnhaus                                                      | Mettmann Südring 93 Karte                                                        | „Hof (Groß-)Nenninghoven“ |                            | 20. Januar 1986 Fortschreibung 27. Juli 2001    | 50              |
| weitere Bilder                                                                     | Stellwerk                                                                          | Mettmann Talstraße (oberhalb Bushaltestelle Koburg) Karte                        | |                            | 14. März 2002                                   | 121             |
| Wohn- und Geschäftshaus                                                            | Wohn- und Geschäftshaus                                                            | Mettmann Tannisberg 1 (identisch mit Baudenkmal Markt 3 / Mühlenstraße 31) Karte | |                            | 15. August 1984                                 | 57              |
| weitere Bilder                                                                     | Kindergarten, Fabrikverkauf                                                        | Mettmann Teichstraße 6/8 Karte                                                   | |                            | 12. April 2001                                  | 118             |
| weitere Bilder                                                                     | Wohnhaus mit Büro                                                                  | Mettmann Weihe 12/14 Karte                                                       | |                            | 17. Oktober 1985                                | 97              |
| weitere Bilder                                                                     | Jüdischer Friedhof                                                                 | Mettmann Wülfrather Straße Karte                                                 | 35 erhaltene Grabsteine | ab 1831                    | 12. April 2001                                  | 116             |